# Cultura del vaso campaniforme

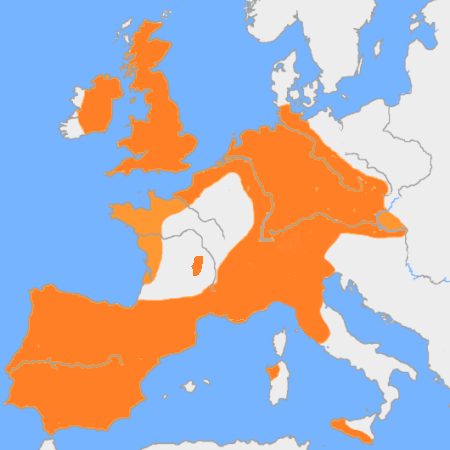
Extensión aproximada de la cultura del vaso campaniforme.

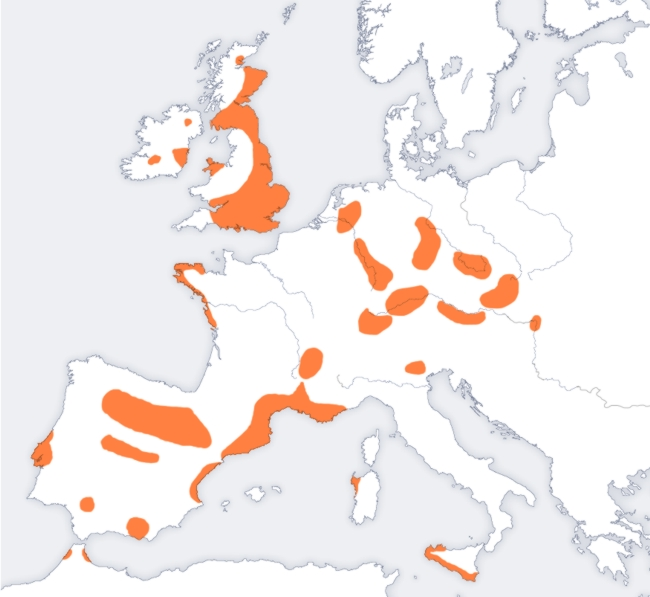
Lugares donde se encontraron objetos asociados al vaso campaniforme; datos tomados de Richard J. Harrison.

Se conoce con el nombre de cultura del vaso campaniforme la cultura arqueológica prehistórica asociada al Calcolítico y al período inicial de la Edad del Bronce en Europa Occidental. Su cronología e interpretación son controvertidas, habiendo generado al respecto abundante literatura. Gracias a la revisión sistemática de los datos proporcionados por el radiocarbono en vasos campaniformes de toda Europa, se ha podido establecer que los más antiguos serían los encontrados en el área del bajo Tajo (Portugal), con una cronología que iría del 2900 al 2500 a. C. Según otros autores, su aparición se situaría, en cambio, sobre el 2400 a. C., desapareciendo hacia el 1800 a. C.
Su nombre es la consecuencia de las especiales características de estas vasijas (en arqueología denominadas vasos) con forma de campana invertida y profusamente decoradas que se han encontrado, generalmente en contextos funerarios, en buena parte de Europa: por casi toda la península ibérica, en islas del Mediterráneo occidental, en la Francia mediterránea y atlántica, Gran Bretaña e Irlanda, los Países Bajos y parte de Europa Central.
Su presencia está relacionada con la difusión de la metalurgia del cobre por Europa occidental, hasta el punto de haberse convertido en fósil director de esta expansión.

## Base arqueológica

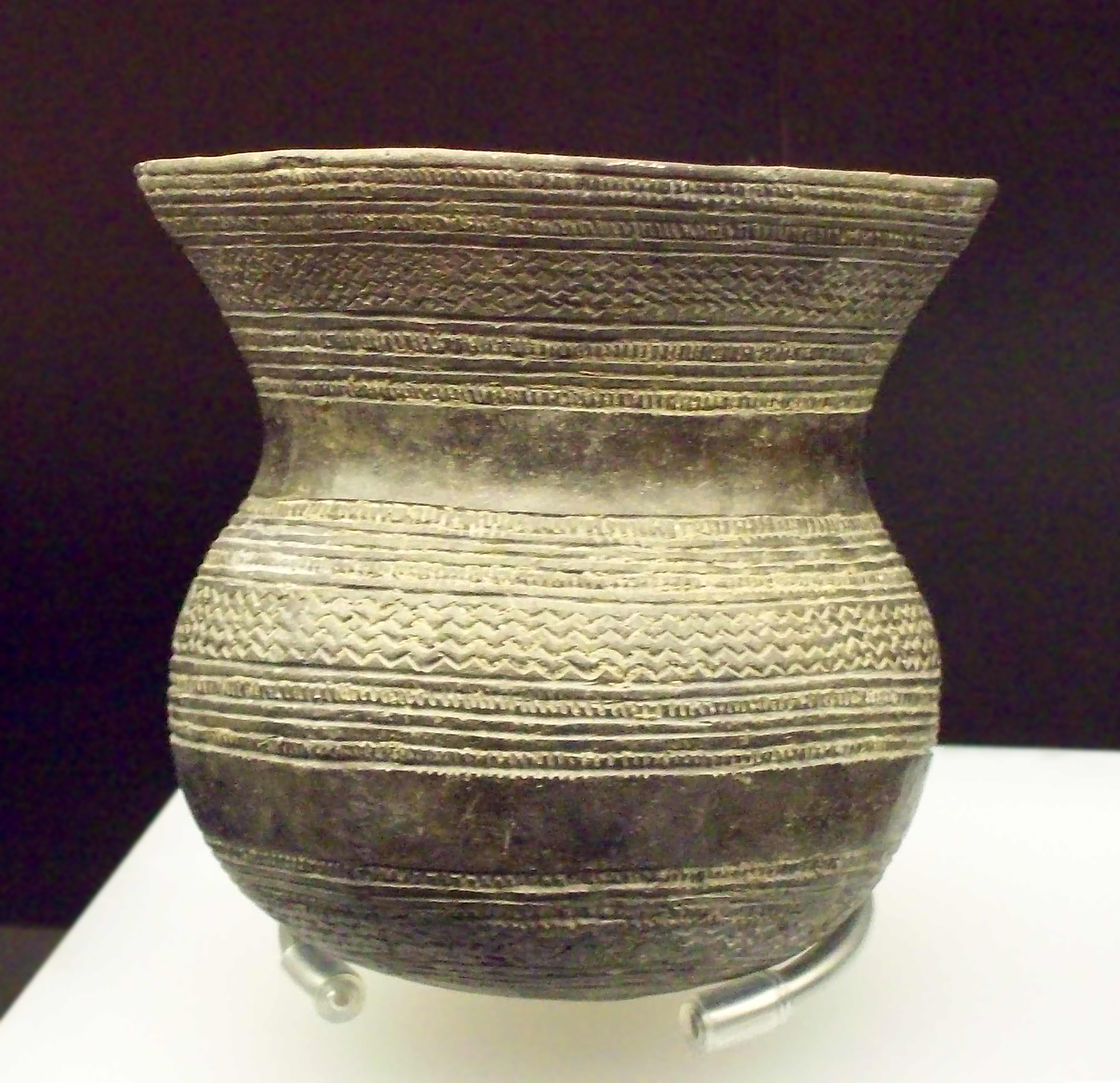
Vaso campaniforme de Ciempozuelos, arcilla negra, pulimentado con una capa de barro fino y decorado con motivos geométricos incisos rellenos de pasta blanca; en el Museo Arqueológico Nacional (Madrid).

La base arqueológica del horizonte campaniforme queda definida por la aparición de dichos vasos cerámicos acampanados, bien manufacturados, de color rojo o marrón-rojizo, decorados profusamente con bandas horizontales incisas (grabadas) o impresas, con temas geométricos, rayados, ajedrezados, etc. Los vasos más tempranos han sido descritos como de estilo internacional, que incluiría los grupos Marítimo y AOO (all over ornamented: completamente ornamentado y encordado), denominado así porque han sido hallados en todas las regiones mencionadas más arriba, mientras que los estilos posteriores se enmarcan en distintos desarrollos regionales. Aunque aparecen usualmente en contextos funerarios, también se los encuentra en ámbitos domésticos. Otras piezas de cerámica asociadas (que formarían parte de auténticos “servicios”) se constatan sólo en determinados grupos locales.
Asociados al vaso suelen encontrarse en las tumbas otros objetos, de manera tan frecuente que han sido adscritos como característicos del fenómeno campaniforme: puñales de lengüeta, puntas de flecha tipo Palmela, joyas de oro (diademas), brazaletes de arquero y botones de hueso con perforación en “v”. Todo ello siempre en contextos funerarios masculinos.
No solamente existían diferencias en el ajuar funerario sino también en la colocación de los cadáveres: mientras que los hombres se colocaban sobre su lado izquierdo con la cabeza orientada hacia el norte, las mujeres yacían sobre el derecho con la cabeza dirigida al sur.

## Cronología
Gracias a la revisión sistemática de los datos proporcionados por el radiocarbono en vasos campaniformes de toda Europa, se ha podido establecer que los más antiguos serían los encontrados en el área del Bajo Tajo, en Portugal, en yacimientos como Zambujal y Vila Nova de São Pedro, con una cronología que va del 2900 al 2500 a. C., algo más antigua que los de Andalucía, que estarían entre el 2500 y el 2200 a. C.
En cuanto al final, conviene situarlo sobre el 1700 a. C., pues existen interferencias entre campaniformes y grupos del Bronce antiguo, como El Argar, Bronce Manchego, Wessex, etc. No se reconocen perpetuaciones más tardías como alguna vez se pretendió para el grupo de Ciempozuelos.

## Decoración
Con respecto a la decoración, el complejo campaniforme puede clasificarse en varios grupos:
- Campaniforme marítimo: ofrece decoración puntillada, agrupada en bandas estrechas horizontales que alternan con otras de similar anchura lisas, sin decoración. Frecuentemente presentan un engobe rojo brillante que recuerda a la cerámica “a la Almagra”, perteneciente al grupo del neolítico andaluz. La dispersión de los campaniformes marítimos es costera, lo que justifica el nombre. Tiene su origen en el estuario del río Tajo, hacia el 2900 a. C.
- Campaniforme cordado: su decoración se consigue por aplicación de cuerdas sobre la cerámica, que dejan series de improntas horizontales en la superficie todavía fresca del vaso de arcilla. Su origen parece estar relacionado con el complejo cultural "cerámica cordada/hacha de combate", denominado así por las cerámicas decoradas con la ayuda de una cuerda y por las hachas de combate perforadas de piedra que se encuentran juntas en tumbas individuales en las llanuras del norte de Europa, en un período comprendido entre el 2500 y el 1900 o 1800 a. C.

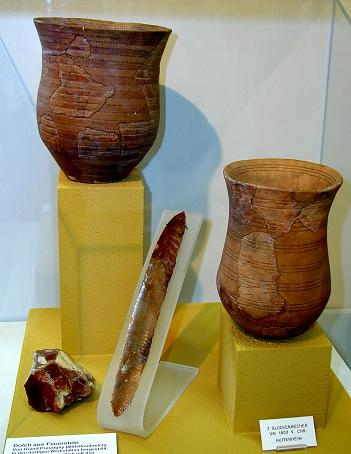
Objetos de la cultura campaniforme.

- Campaniforme marítimo-cordado o mixto: tiene aspecto muy similar al marítimo, con decoración de bandas puntilladas pero delimitadas por bandas encordadas. Se trata claramente de una simbiosis entre ambas decoraciones.
- Estilo bohemio: esta variedad de la cultura del vaso campaniforme en el centro de Europa presenta decoraciones metopadas. Se ha buscado su antecedente en la cultura de Vucedol, grupo tardoneolítico que se encontraba en los montes Cárpatos. En esta cultura, la metopa es uno de los motivos decorativos más frecuentes.
- Campaniforme inciso: por regla general, esta técnica decorativa es tardía, pero su presencia no es signo de modernidad. En la península ibérica es posterior a la puntillada y su máximo exponente corresponde al grupo de Ciempozuelos, en el que los vasos aparecen decorados con anchas bandas horizontales incisas y separadas por otras sin decoración.

## Marco geográfico
El marco geográfico comprende casi media Europa: desde la península ibérica e Irlanda hasta el río Vístula, y desde Dinamarca y el sur de Escandinavia hasta Sicilia y el norte de África, aunque estos límites parece que están siendo ampliados últimamente.
Hace unos años esta vasta área se valoró como un horizonte cultural homogéneo. Ahora se tiende a acentuar el comportamiento particular de los distintos grupos y sus desarrollos regionales. Las cerámicas no eran iguales en todas estas zonas, sino que, al contrario, conformaron una serie de estilos muy diversos con una característica común morfológica. También hoy se duda de que las tumbas individuales (aunque prevalezcan) sean un rasgo distintivo del área cultural campaniforme. Cabría distinguir entonces, con Harrison, tres grandes provincias que se comportan con cierta homogeneidad:
- Meridional: abarca la península ibérica, Sicilia-Cerdeña, el Midí francés y el norte de África, con piezas marítimas y sus derivados tardíos. En este ámbito, tales tipologías aparecen en el interior de los enterramientos megalíticos colectivos, sin mostrar mayor aislamiento, con otros elementos del ajuar que no cabría considerar, en principio, campaniformes.
- Occidental: presenta vasos AOO, aunque se encuentran también marítimos y sus derivados. Comprende los Países Bajos, Francia atlántica y las islas británicas.
- Oriental: que comprende los cursos altos del Rhin, Elba y Oder, más la cuenca del Danubio, aguas arriba de Budapest. En esta zona aparecen los estilos incisos y metopados.

### Península ibérica

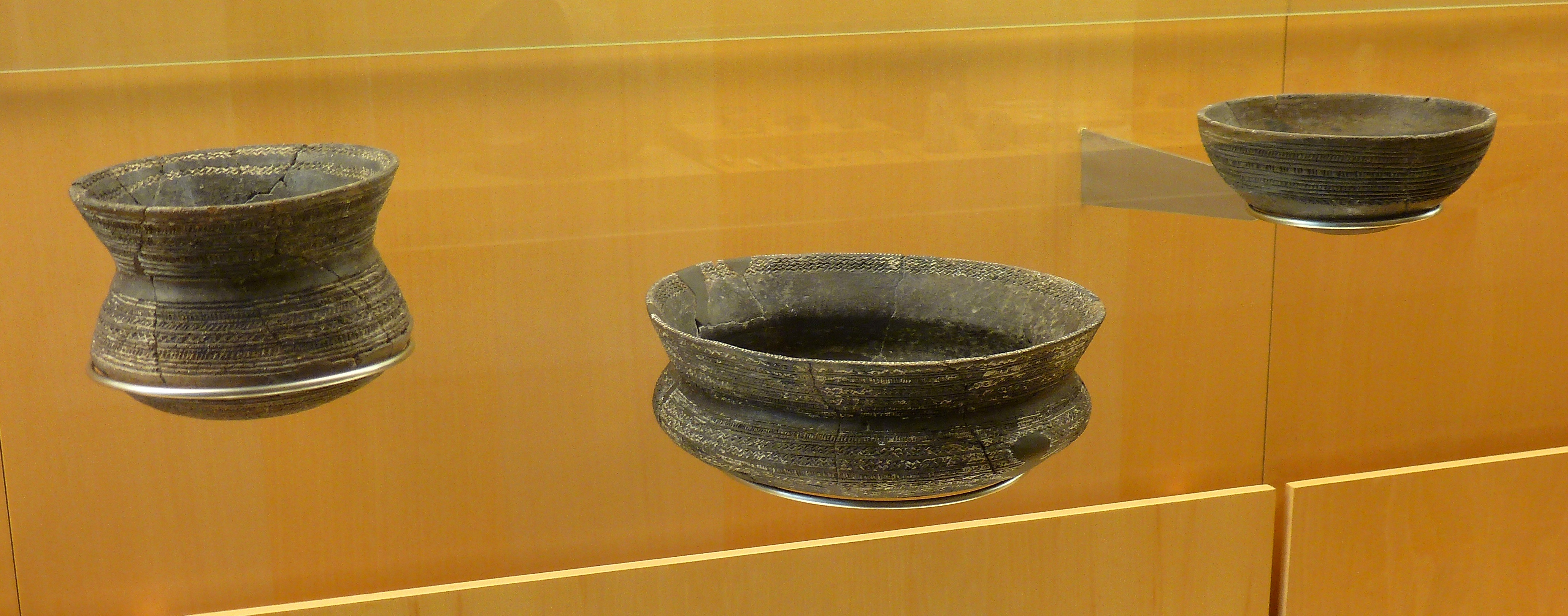
Vaso, cazuela y cuenco pertenecientes al ajuar de Villabuena del Puente, Museo de Zamora.

En la península ibérica el fenómeno campaniforme define la fase final del Calcolítico local y los siglos iniciales de la Edad del Bronce. Menos algunas excepciones notables, la mayor parte de los enterramientos campaniformes se encuentran en las regiones costeras o cerca de estas. En cuanto a los asentamientos y monumentos en el contexto ibérico, esta cerámica se encuentra generalmente en asociación con materiales calcolíticos locales y aparece muchas veces de forma "intrusiva", ya que son del III milenio y suelen encontrarse en monumentos funerarios cuyos orígenes se pueden remontar al IV o V milenios a. C. El campaniforme ha sido tan determinante para establecer las cronologías del sur y suroeste peninsulares que su ausencia o presencia son el fundamento de la división en dos fases de los grupos de Los Millares y Vila Nova.
En la península ibérica son más frecuentes los campaniformes marítimos que los cordados y los mixtos. Aquellos han sido considerados “antiguos” y aparecen a partir del 2900 a. C. en el estuario del río Tajo. Entre los campaniformes posteriores o “avanzados” se podrían distinguir cuatro grupos:
- Palmela, en el estuario del Tajo.
- Ciempozuelos, en las tierras interiores.
- Carmona, en el Bajo Guadalquivir.
- Cueva Fonda de Salomó, en Tarragona.

Todos ellos fueron bien definidos por Alberto del Castillo en 1928 y cuentan con una serie de rasgos comunes:
- Tumbas individuales en cista, fosa, cueva o intrusión dolménica.
- Un utillaje común, muy reiterativo, con puñales de lengüeta, puntas palmela, leznas biapuntadas de cobre, adornos de oro (como diademas de fina chapa, pocas veces decoradas), botones de hueso con perforación en “v”, etc.
- La cerámica, con distintos estilos, es el elemento diferenciador principal. Ello no obstaculiza vínculos entre los grupos de Salamó y Ciempozuelos e igualmente entre Palmela y Carmona.
- Tienen un desarrollo cronológico entre el 2000 y el 1700 a. C. aproximadamente.

#### Palmela

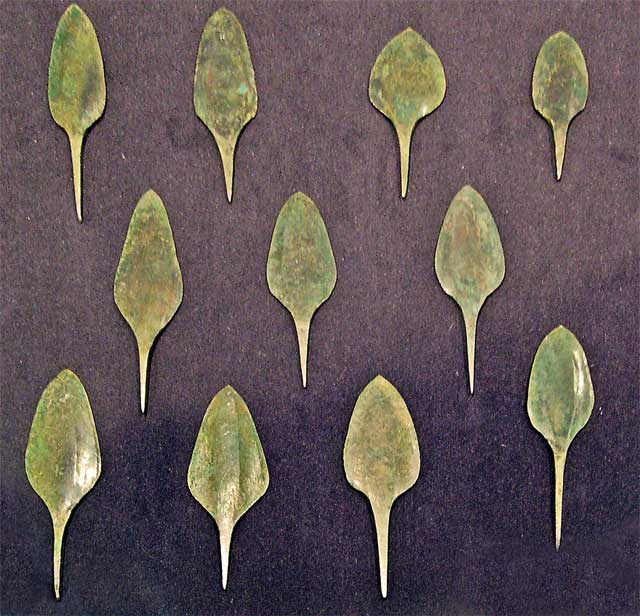
Puntas de tipo Palmela, de cobre, halladas en la tumba de Perro Alto, en Fuente-Olmedo (Valladolid), Museo de Valladolid.

El grupo de Palmela se extiende por el estuario del Tajo y la Estremadura portuguesa y corresponde a la regionalización de los campaniformes marítimos. Los vasos decorados responden a cuencos hemisféricos y anchas copas, que se documentan en Carmona, además de vasos, todos ellos decorados con líneas puntilladas al principio e incisas después, bien sean horizontales, verticales u oblicuas, obtenidas mediante peine.
Predominan los hallazgos funerarios (enterramientos intrusivos en cuevas artificiales, como la de Palmela), pero también se documentan en poblados como los de Vila Nova de São Pedro y Zambujal. La excavación reciente de un hábitat en Malhadas ha demostrado la importancia de la metalurgia del cobre en esta cultura del comienzo del II milenio a. C.

#### Ciempozuelos

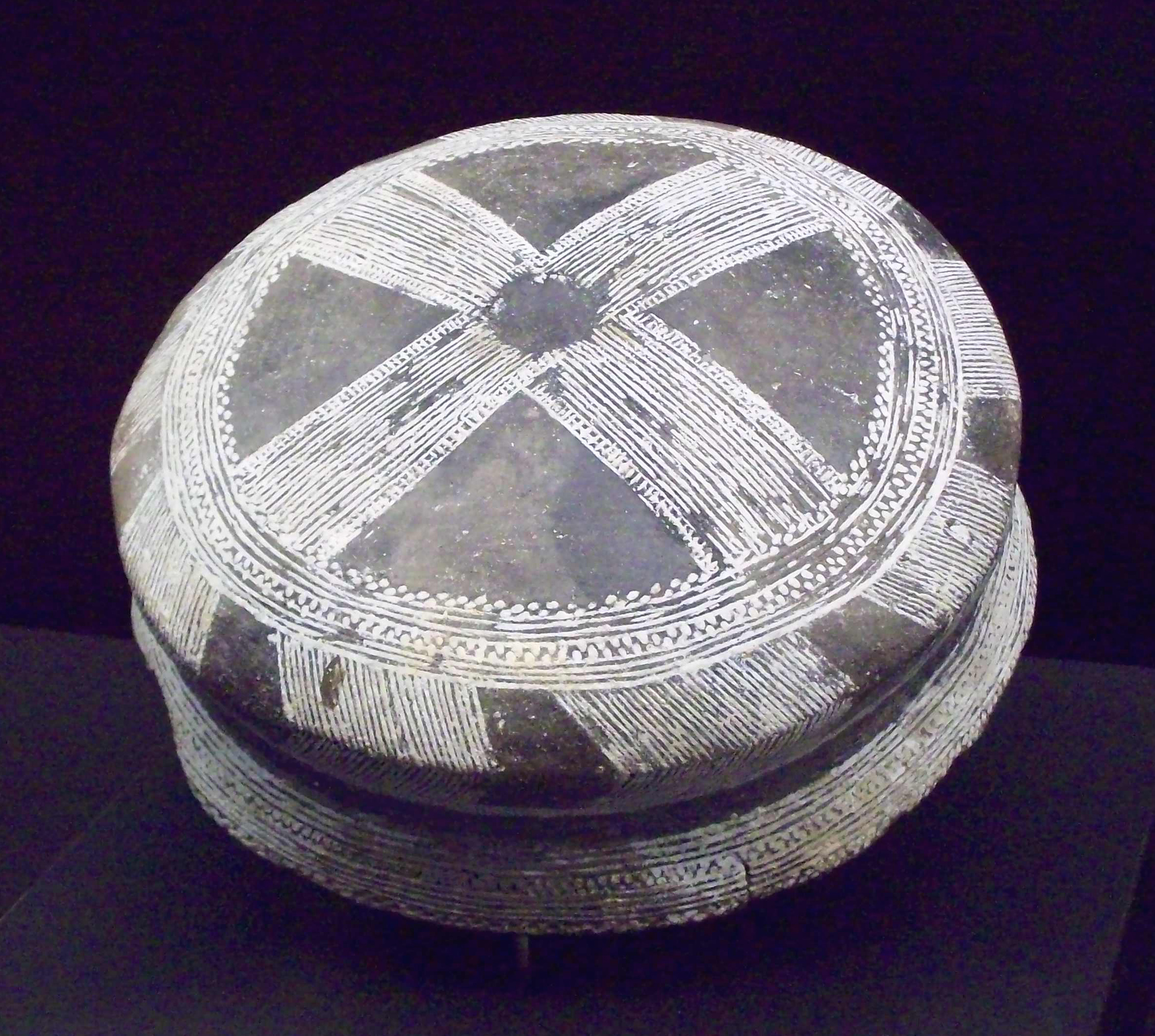
Cazuela del conjunto de Ciempozuelos. Realizada en arcilla negra, pulimentada con una capa de barro fino y decorada con motivos geométricos incisos rellenos de pasta blanca.

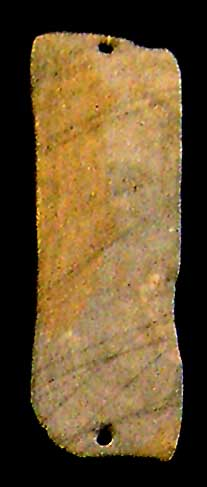
Brazal de arquero en piedra, hallado en la tumba de Perro Alto, en Fuente-Olmedo (Valladolid), Museo de Valladolid.

El grupo Ciempozuelos se extendió por los valles del Duero y del Tajo. La mayor parte de los hallazgos proceden de los enterramientos, que eran por inhumación en fosas individuales, a veces utilizaban viejos dólmenes, como el salmantino de Aldeavieja de Tormes.
El ajuar cerámico está formado por un equipo normalizado en el que aparece el vaso inciso y con incrustaciones de pasta blanca y pseudopintura, juntamente con una cazuela y un cuenco de iguales características. Este equipo corriente se acompaña de otros elementos como son: el puñal de lengüeta, la punta de flecha palmela, etc. Como ejemplos están la necrópolis de Ciempozuelos, las tumbas de yacimiento arqueológico de «La Peña» (Villabuena del Puente, Zamora) y Fuente-Olmedo (Valladolid). La tumba de Fuente-Olmedo contaba con un puñal de lengüeta, once puntas palmela, una diadema de oro, un brazal de arquero, una punta de sílex y el equipo cerámico. Es uno de los enterramientos más ricos de la cultura del vaso campaniforme europea. Parece que la aristocracia renuncia a enterrarse junto al resto de la población y, como los nobles de la Edad Media, hacían gala de su poder con unos signos tan inequívocos como el oro y las armas. El difunto era un varón de unos 18 años, por lo que parece que tenía una autoridad heredada. Para la tumba de Fuente-Olmedo se tiene una fecha de carbono 14 que se cifra en el 1650 a. C., que se considera algo corta considerando el estado actual de la cuestión. Hoy se piensa que el grupo de Ciempozuelos se desarrolló entre el 2150 y el 1650, es decir, a lo largo de cinco siglos.

#### Carmona
El grupo de Carmona presenta decoraciones parecidas a las de Palmela. Se extiende por el Bajo Guadalquivir y casi todos los hallazgos corresponden a confusos enterramientos en fosa o cueva. En Andalucía oriental y especialmente en el Cerro de la Virgen de Orce (Granada) se documentan cabañas circulares de adobe vinculadas a la cultura del vaso campaniforme. Se han encontrado allí vasos incisos y decorados con peine, emparentados con el grupo Ciempozuelos. También hay copas anchas.
En La Algaba (Sevilla), que muestra un ambiente cultural esencialmente campaniforme, el tipo de plato de borde almendrado y de pestaña vertical, aparece junto a cerámicas decoradas según técnica y estilo campaniforme. Las cerámicas de este yacimiento han aparecido ocasionalmente, con motivo de la remoción de tierras para la obtención de gravas bajo el yacimiento.

#### Cueva Fonda de Salomó
El grupo de Salomó se caracteriza por cerámicas decoradas abigarradamente con incisiones, seudoescisiones u hoyos impresos.
Deriva de los estilos que los investigadores franceses denominan pirenaicos. Los yacimientos-tipo más frecuentes son los hábitats en cueva, aunque se conozcan igualmente determinados enterramientos en el interior de cavidades.

### Europa Central
En su estudio a gran escala sobre las dataciones radiocarbónicas campaniformes, J. Müller y S. Willingen establecieron que en Europa Central tales vasos aparecieron a partir del 2500 a. C.
Los yacimientos campaniformes son poco conocidos todavía y resultan difícilmente identificables para los arqueólogos. La alfarería doméstica campaniforme no tiene precedentes en Bohemia y el sur de Alemania, mostrando que no hay relación con la cerámica cordada local de la Edad del Cobre final, ni tampoco con otros complejos del área, siendo considerada como algo completamente nuevo. Algunos asentamientos enlazaban el sur germano con el grupo campaniforme del este europeo, donde hay muchos vestigios de asentamientos, especialmente en Moravia y Hungría. Las relaciones con los grupos campaniformes occidentales y con las culturas contemporáneas de los Cárpatos fue mucho menor.
Recientemente, materiales relacionados con el fenómeno campaniforme han sido descubiertos en un área geográfica de la que, hasta ahora, estaban ausentes, área que iría desde el mar Báltico hasta el Adriático y el Jónico, incluyendo países como Bielorrusia, Polonia, Rumanía, Serbia, Montenegro, Croacia, Albania e, incluso, Grecia.
Los yacimientos del sur de Alemania y este de Europa muestran evidencias de una economía mixta agrícola y ganadera. Indicadores tales como piedras de molino y husos de telar hallados en ellos prueban el carácter sedentario de estos pueblos, así como la durabilidad de sus poblados. Máxime cuando algunos enterramientos infantiles muy bien dotados parecen indicar que existían posiciones sociales heredadas, mostrándonos una sociedad compleja. Aunque el análisis de los ajuares funerarios, del tamaño y la profundidad de las fosas de enterramiento, o de su posición dentro del cementerio, no ha conducido a ninguna conclusión clara sobre las divisiones sociales.

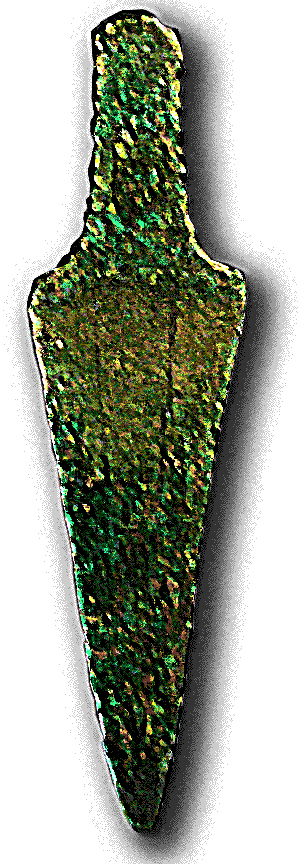
Puñal de lengüeta de cobre hallado en la tumba de "Perro Alto", en Fuente-Olmedo (Valladolid) (provincia de Valladolid); se conserva en el Museo de Valladolid (España).

Durante este período, la parte norte de la Alemania meridional estaba focalizada hacia la región del Rin, que perteneció al grupo campaniforme occidental, mientras que su parte sur ocupó el sistema fluvial del Danubio, que perteneció al homogéneo grupo oriental que se solapaba con el de la cerámica cordada y otros grupos del Neolítico final y la temprana Edad del Bronce. No obstante, la Alemania meridional muestra por sí misma algunos desarrollos independientes. Aunque hay una evolución paralela con el resto del campaniforme, en el sur alemán se desarrollaron decoraciones de metopa, de sellos y técnicas de grabación de surcos que no aparecen en Austria ni en Hungría; tampoco hay vasos con asas.
Tal y como lo confirman las series antropológicas campaniformes de Moravia y Alemania, estos grupos influyeron en la formación de la cultura de Gáta-Wieselburg, en la franja oeste de la cuenca carpática. Por otro lado y de acuerdo con la evidencia antropológica, la conclusión resultante es que los vasos campaniformes se impusieron en la parte sur de Alemania con unas tipologías más establecidas ya que en la zona este de Europa.

### Gran Bretaña
El complejo campaniforme llegó a Gran Bretaña alrededor del 2475 a. C.-2315 a. C., declinando su uso a partir del 2200-2100 a. C. con la emergencia de los denominados food vessels (vasijas para comer) y las urnas cinerarias, desapareciendo hacia el 1700 a. C. El campaniforme británico inicial era similar al del Rin, pero los estilos finales eran más parecidos a los de Irlanda. Debido a que la mayoría de los hallazgos de este período corresponden a contextos funerarios, siendo muy raros los entornos domésticos, resulta muy difícil extraer conclusiones acerca de la mayoría de los aspectos sociales.
Se supone que el único elemento de exportación de este momento fue el estaño, que, probablemente, se extraía de los arroyos de Cornualles y Devon, en forma de guijarros de casiterita, y comerciado en bruto, sin refinar. Se usó para convertir el cobre en bronce desde el 2200 a. C.
El yacimiento más conocido de esta época es Stonehenge, cuya arquitectura neolítica fue llevada al clímax. En ese momento, multitud de túmulos lo rodeaban y un número inusual de "ricos" enterramientos pueden ser encontrados en las cercanías, como el del arquero de Amesbury. Otro yacimiento de especial interés es Ferriby, en el estuario del Humber, donde han sido recuperados los botes de madera más antiguos de Europa occidental.

## Interpretación
La interpretación de la cultura arqueológica campaniforme ha variado sensiblemente a lo largo del siglo XX. Muchas de las teorías formuladas acerca de sus orígenes y su difusión han sido discutidas posteriormente. La "cultura del vaso campaniforme" ha sido sugerida como candidata para una temprana cultura indo-europea, más concretamente, para unas ancestrales culturas proto-céltica, proto-itálica o italo-céltica.
En 1958 Gordon Childe la definió como el resultado de la expansión por toda Europa de una casta guerrera y comerciante de procedencia poco clara, visión que se mantuvo durante un cuarto de siglo. Este misterioso origen fue atribuido por distintos investigadores a lugares tan diversos como el estuario del Tajo, el valle del Guadalquivir, la cuenca central del Rin, Bohemia, etc. En 1961 Sangmeister formuló su teoría del flujo-reflujo, según la cual los primeros vasos campaniformes procederían de la península ibérica, pero luego serían transformados en ciertas regiones, desde donde se retornarían vasos estilísticamente renovados al foco original.
Posteriormente, en 1974, se celebró el simposio de Oberried, en el que se destacaron dos conclusiones principales; la primera, tras haber sido aceptada durante décadas, ha sido refutada, mientras que la segunda conserva su vigencia:
- Se valoró la cronología absoluta que permitió a Lanting y Van der Waals "demostrar" la anterioridad del estilo neerlandés (variedad encordada) respecto al marítimo, con lo que se afianzaba la idea de un origen de esta cerámica en el curso inferior del Rhin y se desacreditaba la idea de reflujo de Sangmeister.[17]
- Se denunció el planteamiento tradicional de “una cerámica, un pueblo, una cultura”. En este sentido es mérito de Clarke la idea de que el vaso campaniforme fue una cerámica de lujo, la cual, junto a las conocidas armas de cobre, los brazales de arquero, las joyas de oro (muy raramente en plata) y los botones con perforación “en v”, formaban parte de un “paquete de objetos de prestigio” difundido por procedimientos comerciales. Así, no habría existido una sola cultura campaniforme ni un solo ritual funerario campaniforme, sino muchas culturas con sus tumbas particulares, en las que aparece esta cerámica cuyo uso quedó restringido al de unas élites.

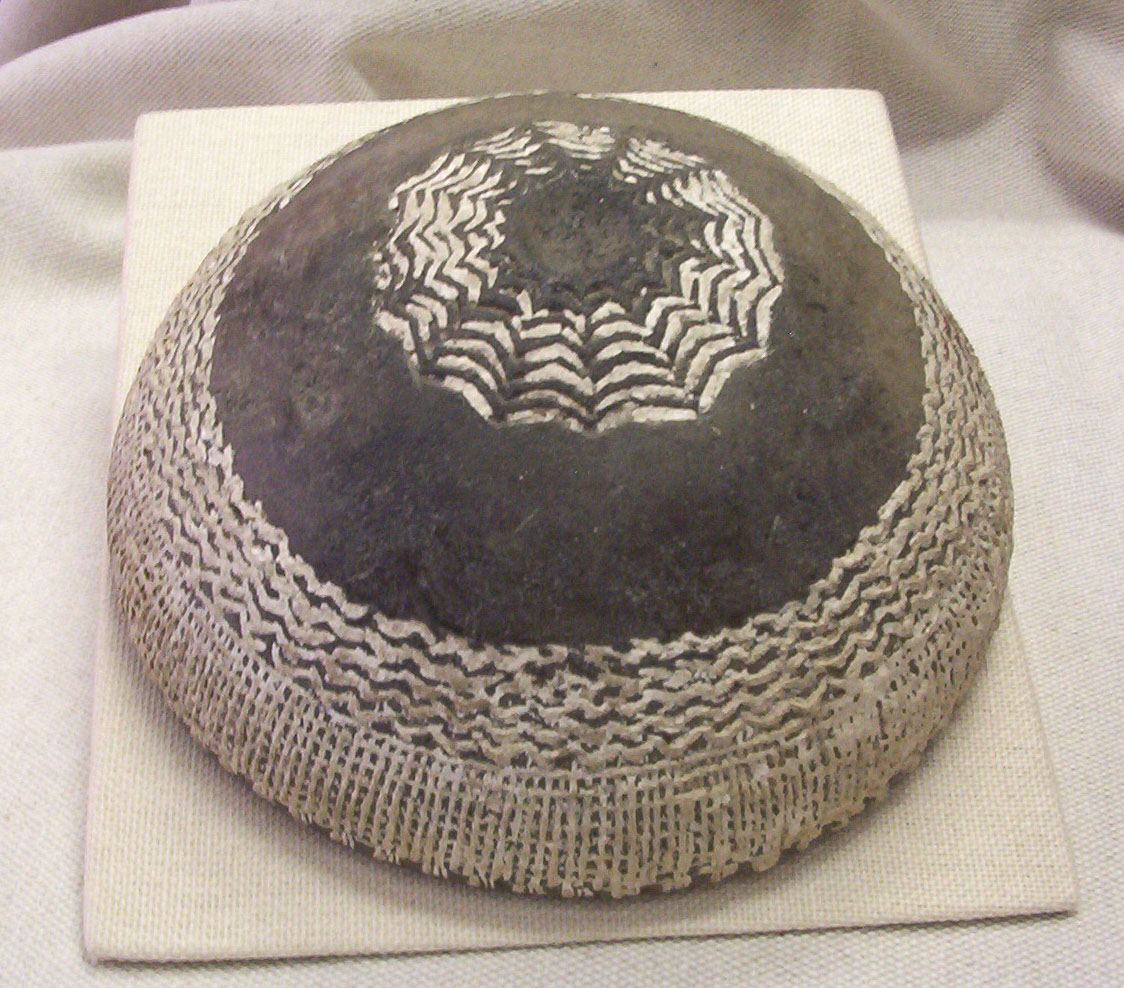
Cuenco campaniforme, parte de un conjunto hallado en Ciempozuelos (Madrid, España) del Museo Arqueológico Nacional de España (en Madrid). Realizado en arcilla negra, pulimentado con una capa de barro fino, y decorado con motivos geométricos incisos rellenos de pasta blanca. Fechable en la Edad del Bronce inicial (entre el 1970 y el 1470 a. C.; encontrado en 1894 como parte de un ajuar funerario.

Siguiendo esta tendencia, en 1980 Harrison propuso un origen múltiple de los distintos estilos campaniformes, situando el marítimo en la península, y adjudicando su uso en exclusiva a los líderes comunitarios de los territorios donde se han encontrado.
Un reciente repaso de todas las fuentes disponibles acerca del sur de Alemania concluyó que el vaso campaniforme fue contemporáneo de la cerámica cordada en esta área, pero que apareció de manera completamente independiente de esta última, en contra de lo que Lanting y Van der Waals sostenían. Tal conclusión se apoya además en la revisión de las fechas del radiocarbono mencionada más arriba, que demostró que el vaso campaniforme era contemporáneo del encordelado pero que había aparecido en otra región de Europa, en Iberia.
La relativa unidad del vaso campaniforme en Europa en el tránsito del III al II milenio a. C. podría explicarse en el seno del clima de interacción comercial creado por unas élites ávidas de bienes de prestigio, entre los que se encontraba el vaso campaniforme. Se interpretaría como representativo de una moda, una vajilla de lujo usada por las élites europeas en ceremonias sociales en las que se asociaba a la bebida, empleada también en pactos políticos, transmisión de conocimientos, alianzas matrimoniales, etc. Se sabe que sirvió para beber cerveza o hidromiel, según el análisis de los posos de la pieza escocesa de Ashgrove. Pero también fue usado en algunos casos como un recipiente de reducción para fundir minerales de cobre; otros conservan restos orgánicos asociados con comidas e, incluso, algunos fueron empleados como urnas funerarias.